# Sergej Bol'šakov
Sergej Vladimirovič Bol'šakov (in russo Сергей Владимирович Большаков?; Iževsk, 6 giugno 1988) è un nuotatore russo, specializzato nelle gare di fondo.
Ha conquistato la prima medaglia importante della carriera ai mondiali di nuoto di Shanghai del 2011, quando si è classificato terzo nella 10 chilometri di nuoto in acque libere.

## Palmarès
- Mondiali di nuoto

2011 - Shanghai: bronzo nella 10 km.